# Samuel Moutoussamy
Samuel Moutoussamy (ur. 12 sierpnia 1996 w Paryżu) – kongijsko-francuski piłkarz, występujący na pozycji pomocnika we francuskim klubie FC Nantes oraz w reprezentacji Demokratycznej Republiki Konga. Uczestnik Pucharu Narodów Afryki 2023.

## Statystyki

### Klubowe
Na podstawie:
| Klub            | Sezonów | Liga                  | Liga  | Liga   | Puchar krajowy | Puchar krajowy | Kontynentalne | Kontynentalne | Suma  | Suma   |
| Klub            | Sezonów | Liga                  | Mecze | Bramki | Mecze          | Bramki         | Mecze         | Bramki        | Mecze | Bramki |
| --------------- | ------- | --------------------- | ----- | ------ | -------------- | -------------- | ------------- | ------------- | ----- | ------ |
| FC Nantes B     | 1       | Premier Soccer League | 30    | 3      | 0              | 0              | –             | –             | 167   | 17     |
| FC Nantes       | 7       | Premier Soccer League | 132   | 3      | 17             | 1              | 8             | 0             | 157   | 4      |
| Fortuna Sittard | 1       | Premier Soccer League | 14    | 0      | 1              | 0              | –             | –             | 52    | 6      |
|                 | Łącznie | Łącznie               | 176   | 6      | 18             | 1              | 8             | 0             | 202   | 23     |

### Reprezentacyjne
Na podstawie:
| Mecze i gole w reprezentacji podczas Pucharu Narodów Afryki 2023 | Mecze i gole w reprezentacji podczas Pucharu Narodów Afryki 2023 | Mecze i gole w reprezentacji podczas Pucharu Narodów Afryki 2023 | Mecze i gole w reprezentacji podczas Pucharu Narodów Afryki 2023 | Mecze i gole w reprezentacji podczas Pucharu Narodów Afryki 2023 | Mecze i gole w reprezentacji podczas Pucharu Narodów Afryki 2023 | Mecze i gole w reprezentacji podczas Pucharu Narodów Afryki 2023 | Mecze i gole w reprezentacji podczas Pucharu Narodów Afryki 2023 |
| Lp.                                                              | Data                                                             | Miasto                                                           | Przeciwnik                                                       | Wynik                                                            | Gole                                                             | Inne                                                             | Faza rozgrywek                                                   |
| ---------------------------------------------------------------- | ---------------------------------------------------------------- | ---------------------------------------------------------------- | ---------------------------------------------------------------- | ---------------------------------------------------------------- | ---------------------------------------------------------------- | ---------------------------------------------------------------- | ---------------------------------------------------------------- |
| 1.                                                               | 17.01.2024                                                       | San Pédro                                                        | Zambia                                                           | 1:1 (1:1)                                                        |                                                                  |                                                                  | Faza grupowa                                                     |
| 2.                                                               | 21.01.2024                                                       | San Pédro                                                        | Maroko                                                           | 1:1 (0:1)                                                        |                                                                  |                                                                  | Faza grupowa                                                     |
| 3.                                                               | 24.01.2024                                                       | Korhogo                                                          | Tanzania                                                         | 0:0 (0:0)                                                        |                                                                  |                                                                  | Faza grupowa                                                     |
| 4.                                                               | 28.01.2024                                                       | San Pédro                                                        | Egipt                                                            | 1:1 (k. 7:8)                                                     |                                                                  |                                                                  | 1/8 finału                                                       |
| 5.                                                               | 02.02.2024                                                       | Jamusukro                                                        | Gwinea                                                           | 3:1 (1:1)                                                        |                                                                  |                                                                  | Ćwierćfinał                                                      |
| 6.                                                               | 07.02.2024                                                       | Abidżan                                                          | Wybrzeże Kości Słoniowej                                         | 0:1 (0:0)                                                        |                                                                  |                                                                  | Półfinał                                                         |
| 7.                                                               | 10.02.2024                                                       | Abidżan                                                          | Południowa Afryka                                                | 0:0 (k. 5:6)                                                     |                                                                  |                                                                  | Mecz o 3. miejsce                                                |

## Sukcesy
Na podstawie:

### Klubowe
- Puchar Francji 2021/22